# Sant Guilhaume
Saint-Guillaume és un municipi francès situat al departament de la Isèra i a la regió d'Alvèrnia-Roine-Alps. L'any 2007 tenia 254 habitants.

## Demografia

### Població
El 2007 la població de fet de Saint-Guillaume era de 254 persones. Hi havia 100 famílies de les quals 24 eren unipersonals (20 homes vivint sols i 4 dones vivint soles), 32 parelles sense fills, 36 parelles amb fills i 8 famílies monoparentals amb fills.
La població ha evolucionat segons el següent gràfic:
Habitants censats

### Habitatges
El 2007 hi havia 142 habitatges, 99 eren l'habitatge principal de la família, 38 eren segones residències i 5 estaven desocupats. 126 eren cases i 14 eren apartaments. Dels 99 habitatges principals, 73 estaven ocupats pels seus propietaris, 24 estaven llogats i ocupats pels llogaters i 3 estaven cedits a títol gratuït; 11 tenien dues cambres, 12 en tenien tres, 19 en tenien quatre i 58 en tenien cinc o més. 73 habitatges disposaven pel capbaix d'una plaça de pàrquing. A 42 habitatges hi havia un automòbil i a 52 n'hi havia dos o més.

### Piràmide de població
La piràmide de població per edats i sexe el 2009 era:
| Homes | Edats   | Dones |
| ----- | ------- | ----- |
| 0     | 95 o +  | 0     |
| 0     | 90 a 94 | 0     |
| 4     | 85 a 89 | 0     |
| 0     | 80 a 84 | 0     |
| 0     | 75 a 79 | 8     |
| 8     | 70 a 74 | 8     |
| 8     | 65 a 69 | 4     |
| 0     | 60 a 64 | 0     |
| 16    | 55 a 59 | 12    |
| 20    | 50 a 54 | 4     |
| 4     | 45 a 49 | 12    |
| 0     | 40 a 44 | 8     |
| 20    | 35 a 39 | 12    |
| 12    | 30 a 34 | 12    |
| 8     | 25 a 29 | 8     |
| 0     | 20 a 24 | 4     |
| 24    | 15 a 19 | 12    |
| 12    | 10 a 14 | 0     |
| 24    | 5 a 9   | 8     |
| 12    | 0 a 4   | 12    |

## Economia
El 2007 la població en edat de treballar era de 169 persones, 127 eren actives i 42 eren inactives. De les 127 persones actives 119 estaven ocupades (65 homes i 54 dones) i 8 estaven aturades (2 homes i 6 dones). De les 42 persones inactives 18 estaven jubilades, 10 estaven estudiant i 14 estaven classificades com a «altres inactius».

### Ingressos
El 2009 a Saint-Guillaume hi havia 108 unitats fiscals que integraven 275,5 persones, la mediana anual d'ingressos fiscals per persona era de 18.167 €.

### Activitats econòmiques
Dels 9 establiments que hi havia el 2007, 1 era d'una empresa extractiva, 2 d'empreses de construcció, 1 d'una empresa de transport, 1 d'una empresa d'hostatgeria i restauració, 1 d'una empresa d'informació i comunicació, 2 d'empreses de serveis i 1 d'una empresa classificada com a «altres activitats de serveis».
Dels 3 establiments de servei als particulars que hi havia el 2009, 1 era un paleta, 1 lampisteria i 1 restaurant.
L'any 2000 a Saint-Guillaume hi havia 9 explotacions agrícoles.

## Equipaments sanitaris i escolars
El 2009 hi havia una escola elemental.

## Poblacions més properes
El següent diagrama mostra les poblacions més properes.